# 下長智子
下長 智子（しもなが ともこ（現姓、松下） 1966年7月14日- ）は、熊本県熊本市西区出身の元卓球選手。全国中学校卓球大会、全日本卓球選手権大会ジュニアの部、インターハイで優勝し大学在学中に世界卓球選手権にも出場した。夫は元卓球選手の松下雄二。義兄は元卓球選手でTリーグチェアマンの松下浩二。

## 経歴
熊本市立城山小学校卒業後、熊本市立三和中学校3年（1981年）の時に全国中学校卓球大会のシングルスで優勝した。熊本女子高等学校に進学し、2年（1983年）の時に全日本卓球選手権ジュニアの部でシングルス優勝、3年（1984年）の時にはインターハイシングルスで優勝、全日本卓球選手権一般の部でもベスト8に入った。青山学院大学文学部に入学し1年次の1985年に行われた第38回世界卓球選手権（イエテボリ）に出場した。3年次には全日本学生卓球選手権大会決勝で星野美香と戦い準優勝となった。大学卒業後は十六銀行の卓球部に所属して1990年の全日本卓球選手権大会で3位、1991年第41回世界卓球選手権（千葉市）にも出場している。
2003年のNEW!!わかふじ国体では熊本県の少年女子チームの監督を務めた。
夫・松下雄二が運営する卓球教室でレッスン講師紹介を務めている。
息子の松下海輝、松下大星、松下竜巳はいずれも卓球選手である。